# Depot von Ves Touškov
Das Depot von Ves Touškov (auch Hortfund von Ves Touškov) ist ein Depotfund der frühbronzezeitlichen Aunjetitzer Kultur aus Ves Touškov im Plzeňský kraj, Tschechien. Es datiert in die Zeit zwischen 1800 und 1600 v. Chr. Das Depot befindet sich heute im Westböhmischen Museum in Pilsen.

## Fundgeschichte
Das Depot wurde nach 1918 westlich von Ves Touškov in Richtung Mířovice auf dem Flurstück „Hintere Trift“ oder „Pfarracker“ beim Graben auf einem Feld entdeckt. Es lag in einer Tiefe von 20 cm. Die Fundstelle befindet sich auf ebenem Gelände.

## Zusammensetzung
Das Depot besteht aus zwei Bronzegegenständen: zwei Absatzbeile und zwei Tüllenäxte. Die Tülle einer Axt war mit Draht umwickelt, der heute allerdings verschollen ist.